# Єрзовка (Нижньогородська область)
Єрзовка (рос. Ерзовка) — присілок в Лисковському районі Нижньогородської області Російської Федерації.
Населення становить 111 осіб. Входить до складу муніципального утворення Красноосельська сільрада.

## Історія
Від 2009 року входить до складу муніципального утворення Красноосельська сільрада.

## Населення
| 2002 | 2010 |
| ---- | ---- |
| 125  | ↘111 |